# U.S. Pro Indoor 1994
Lo U.S. Pro Indoor 1994 è stato un torneo di tennis giocato sintetico indoor. È stata la 27ª edizione dello U.S. Pro Indoor, che fa parte della categoria Championship Series nell'ambito dell'ATP Tour 1994. Si è giocato al Wachovia Spectrum di Filadelfia in Pennsylvania negli Stati Uniti dal 14 al 21 febbraio 1994.

## Campioni

### Singolare maschile
Michael Chang ha battuto in finale  Paul Haarhuis con il punteggio di 6–3, 6–2

### Doppio maschile
Jacco Eltingh /  Paul Haarhuis hanno battuto in finale  Jim Grabb /  Jared Palmer con il punteggio di 6–3, 6–4